# Арбус, Диана
Диа́на А́рбус (англ. Diane Arbus, урождённая Диана Немеров, 1923—1971) — американский фотограф, представительница нью-йоркской школы, одна из центральных фигур критической фотографии, связывающей иррациональные принципы изображения и рациональное представление о действительности. Несмотря на свою маргинальную эстетику, Диана Арбус считается одним из наиболее влиятельных фотографов XX века.

## Биография

### Детство и взросление
Диана Арбус родилась 14 марта 1923 года в Гринвич-Виллидже, в Нью-Йорке, США, вблизи привилегированных районов Парк-Авеню и Централ Парк.
Арбус выросла в обеспеченной семье, которая владела меховым магазином Russek’s (Russek’s Department Store) на Пятой авеню. Немировы — семья еврейских эмигрантов из России, создала свое состояние в годы Великой Депрессии. Отец Дианы, Дэвид, был главным вдохновителем бизнеса: работа занимала почти всё его время. Мать Арбус, Гертруда, вела образ жизни состоятельной американки и часто была недоступна для собственных детей. Воспитание было поручено няням (у каждого ребёнка была своя). Диана была близка со своим старшим братом Говардом (позже он стал известным поэтом) и младшей сестрой Рене.
В 1930-е годы Диана посещала Школу этической культуры (Ethical Culture School), входящую в систему Лиги Плюща, а чуть позже — Филдстонскую школу (Fieldston School), где был замечен её талант к изобразительному искусству. Художественные наклонности поощрялись отцом Дианы: он просил иллюстратора Russek’s, Дороти Томпсон, заниматься с Дианой живописью. Мисс Томпсон изучала графику в мастерской известного берлинского художника-экспрессиониста Георга Гросса; и сама Арбус не раз говорила о своей приверженности его творчеству. В 1937 году Диана встречает будущего актёра Аллана Арбуса и немедленно изъявляет желание выйти за него замуж. Дабы помешать этому, родители Дианы отсылают её в 1938 году на летние курсы в Каммингтонскую школу искусств, где Диана знакомится с Алексом Элиотом (Элиот в 1947 году займёт пост художественного редактора журнала Time). Алекс Элиот стал второй большой влюблённостью Дианы.

### 40-е и 50-е годы
В 1941 году восемнадцатилетняя Диана против воли родителей выходит замуж за Аллана Арбуса. Замужество казалось Диане единственной возможностью сбежать из-под влияния родителей. У супругов родились две дочери: Доун (в 1945) и Эми (в 1954). Диана проводила с ними очень много времени. Аллан работал на двух работах, а параллельно подрабатывал фотографом. В 1943 году Аллан Арбус закончил армейские курсы фотографов.
Помогая и ассистируя Алану, Диана в 1946 году становится фотографом моды: первые заказы она получает от своего отца, который частично помогает с финансированием их фотографического оборудования. В 1947 году супруги были представлены руководству издательства Конде Наст: они получили небольшой заказ для журналов Vogue и Glamour.
В совместных проектах Аллан отвечал за процесс съёмки и его технические стороны; Диана же выступала как автор концепции и стиля. Поддерживая идею художественной съемки, Арбус выступала за неформальный подход. Аллан и Диана сохраняли рамки модной фотографии и, в то же время, пытались поставить под сомнение её жесткие границы . В 1951 году они целый год путешествуют по Европе. Диана открывает для себя возможность самовыражения и выражения своего видения мира с помощью фотографии. Вместе с Алланом она готовит съемку для парижского Vogue. В середине 1950-х Аллан и Диана знакомятся с Ричардом Аведоном, который делает возможным её общение с мастерами круга Бродовича Долгое время Диана и Аведон оставались друзьями и почитателями работ друг друга.
В это время у неё обостряются депрессии, которыми она страдала с самого детства. Диана неудовлетворена результатами своей работы. Аллан поддерживает свою жену, однако после очередного нервного срыва в 1957 году они решают прекратить совместную работу. Диана начала работать самостоятельно, в то время как Аллан продолжал вести дела их студии. После профессионального разрыва последовал и личный. Диана и Аллан продолжали оставаться друзьями, и развелись лишь в 1969 году, когда Аллан решил жениться во второй раз.
Выбрав самостоятельную работу, Диана пытается найти свою тему в фотографии. Она посещает мастер-классы известных фотографов, однако, по большей части, остаётся недовольна результатами своей работы. Занимаясь у фотографа Лизетт Модел, она начинает «фотографировать экстремальное». Именно Модел убедила Арбус сосредоточиться на персональных фотографиях. С тех пор объектами для неё стали люди на улице и дома, а также политические беженцы. Стремясь изображать радикальное, Арбус начинает фотографировать людей с аномальной внешностью и девиантов.
В конце 1950-х годов Диана Арбус представляет свои первые работы на эту новую для себя тему.

### 60-е годы: работа с журналами
Давать Арбус камеру — всё равно что разрешать ребёнку играть с гранатой. Норман Мейлер

Десятилетие между 1960 годом и до самой смерти в 1971 Диана Арбус зарабатывала на жизнь как свободный фотограф. Музеи проявляли интерес к фотографии, однако снимки Дианы Арбус казались слишком радикальными. Единственным крупным экспозиционным проектом Арбус была выставка Новые документы, состоявшаяся в Музее современного искусства в Нью-Йорке за несколько лет до её смерти.
Журналам Диана Арбус была интересна своим нестандартным взглядом. Журналы рассматривали маргинальное как своеобразную идеологическую альтернативу роскоши. Арбус сотрудничала с такими изданиями как Esquire и Harper’s Bazaar, где она сталкивается с фотографами круга Бродовича (в частности — с Ричардом Аведоном и Ирвингом Пенном). Пенн и Аведон значительно изменили модную фотографию, позволили видеть её конфликтным и радикальным жанром. Впоследствии, стремление видеть моду сумрачным нуарным миром будет характерно и для самой Арбус. Работы Арбус публиковали New York Times, Sports Illustrated, Show, Herald Tribune и другие. Считается, что за 11 лет было опубликовано более 250 журнальных и 70 газетных снимков. Иногда Диана работала и над текстами статей.

В 1963—1966 годах её деятельность была поддержана Музеем Гуггенхайма. С 1968 года Диана регулярно работала с журналом The Sunday Times Magazine. В 1970 году Диана начинает работу над своей знаменитой серией о людях с физическими отклонениями и получает Премию Роберта Льюиса от Американского общества журнальных фотографов. Однако в этот период её здоровье стремительно ухудшается. После перенесённого в 1966 и 1968 годах гепатита у Дианы обостряются приступы депрессии и, несмотря на длительные курсы терапии, её состояние не улучшается. Причина болезни могла крыться в обсессивных и несбывшихся ожиданиях от работы. 26 июля 1971 года Диана Арбус приняла большую дозу барбитуратов и вскрыла себе вены на руках.

## Арбус и «Уроды»Тода Браунинга
Большое влияние на Арбус оказал открытый в 1961 году после долгого забвения фильм Тода Браунинга «Уродцы» (Freaks, 1932). В начале 1930-х фильм вызвал резкое неприятие публики и он был практически полностью забыт. В 1961 году фильм вызвал пристальное внимание не столько как кинематографический продукт, сколько как художественное явление. Наряду с обычными актёрами в фильме снимались герои с физическими отклонениями. Считается, что именно «Уродцы» обратили внимание Арбус на смысловую и психологическую сложность маргинального мира и дали толчок её интересу к нестандартному, аномальному и внелогическому.

## Фотографии Дианы Арбус
Фотографический стиль Дианы Арбус сформировался под влиянием мастеров нью-йоркской школы фотографии (в том числе — школы Бродовича), а также под воздействием нуарной европейской и американской фотографии 1930-1940-х годов. Фотографии Арбус содержательно связаны с работами Брассая, Уиджи и Августа Зандера. На изобразительную систему Арбус оказала влияние модная фотография: прямой кадр, фронтальная постановка, как считается, были использованием приемов журнальной съемки. Основной характеристикой её работ считается психологическая глубина и специальный интерес к маргинальным сюжетам (люди с аномальной внешностью, девианты и т. д.) Темой её фотографий было нарушение привычного порядка вещей. «Соотношение красоты и уродства — один из принципов, на котором построены снимки Дайаны Арбус» — замечает искусствовед Екатерина Васильева.
Считается, что специфика её почерка заключалась не только в стремлении изображать девиантов, но в её умении изображать среднестатистических обывателей как персонажей с аномальными характеристиками. Она фотографировала тех, кто по мнению общества, являлся аутсайдерами или изображала стандартных людей как маргинальных героев. Арбус не принуждала своих персонажей к позированию, а всегда давала им время, для того, чтобы те нашли своё место перед камерой. Арбус много фотографировала людей с аномальной внешностью и всегда подчеркивала, что относится к ним с особым вниманием. Им, говорила она, известно о психологическом напряжении жизни значительно больше нежели заурядным обывателям. В своих фотографиях Арбус рассматривает норму как репрессивную категорию и, фактически, признает её одной из маргинальных форм.
Арбус с 1962 года использовала в съёмке марку Rolleiflex, что приводило в процессе работы к увеличению негативов с формата 35 мм до размеров 6х6 см. Этот пассивный квадратный формат соответствовал её центрированной в композиционном смысле манере съёмки, и негатив оказывался наполненным большим количеством деталей. Диана Арбус не ориентировалась на работу в студии: её интересовала прямая съемка, главным преимуществом которой было эмоциональное напряжение и композиционная естественность.

## Выставки: «Новые документы» и ретроспектива
В 1967 году работы Дианы Арбус принимали участие в выставочном проекте Новые документы, организованном Джоном Шарковски в Музее современного искусства в Нью-Йорке (МОМА). Выставка объединила трех мастеров: Диану Арбус, Ли Фридлендера и Гарри Виногранда. Новые документы считаются этапным моментом в истории фотографии и стали фактом итогового признания черно-белых кадров как части арт-системы. Пригласив Диану Арбус в качестве одного из участников, выставка обозначила художественный статус документальной фотографии.
Первая персональная выставка Арбус состоялась в Музее современного искусства в Нью-Йорке в 1972 году — через год после её смерти. Эта ретроспектива стала центральным сюжетом одного из эссе Сьюзан Зонтаг в книге О фотографии и послужила обстоятельством признания Арбус как одного из наиболее влиятельных фотографов XX века. В 1973 году ретроспективная выставка из Японии прошла по Западной Европе и по западному побережью Тихого океана.

## Арбус и Зонтаг
Снимки Дианы Арбус стали предметом размышления одного из самых крупных фотографических критиков — Сьюзан Зонтаг. Фотографии Арбус занимают центральное место в её эссе Америка в фотографиях: сквозь тусклое стекло, вошедшее в книгу О фотографии. Текст был написан вскоре после смерти Дианы Арбус и посвящен ретроспективной выставке фотографа в Музее современного искусства в Нью-Йорке. «Критическое отношение Сьюзен Зонтаг к фотографиям Арбус очевидно. … Зонтаг посвящает Арбус обширный текст, обозначая её кадры центральным прецедентом американского фотопроекта» — отмечает искусствовед Екатерина Васильева.
Кадры, сделанные Арбус, вызывают у Зонтаг скорее неприятие, чем позитивную реакцию. Это несовпадение становится для Зонтаг частью внутреннего конфликта: ей не нравятся фотографии Арбус, и это противоречие становится для неё фактом нарушения либеральной системы ценностей. С одной стороны, Зонтаг понимает, что категорическое установление нормы может иметь негативные последствия. С другой, она рассматривает маргинальную систему как деструктивное начало, которое приводит к утрате художественным его социальной ценности. Идеологическое несовпадение Зонтаг и Арбус — двух наиболее ярких представителей фотографического пространства XX столетия — считается одним из наиболее глубоких конфликтов художественной системы XX века.

## Смерть и наследие Дианы Арбус
Именно в период расцвета её уникального творчества здоровье Дианы стремительно ухудшилось. После дважды перенесенного во второй половине 1960-х гепатита обострились приступы депрессии. Длительное лечение не облегчило её состояния, усугубилась также неудовлетворенность и несбывшиеся ожидания от творческой работы. В июле 1971 Арбус добровольно ушла из жизни, приняв большую дозу снотворного и вскрыв вены на руках.
К моменту своей смерти в 1971 году Арбус уже была известным, влиятельным и заметным фотографом. Тем не менее считается, что ретроспективный каталог Дианы Арбус, подготовленный в 1972 году для Музея современного искусства Джоном Шарковски был отклонён практически всеми издательствами. Напечатать альбом согласился фонд Aperture. Монография стала одной из наиболее влиятельных фотографических книг, была переиздана 12 раз и разошлась более чем стотысячным тиражом. Каталог работ Арбус, выпущенный фондом Aperture, входит в число самых раскупаемых книг в истории фотографии. Ретроспектива Арбус в нью-йоркском Музее современного искусства по всей стране привлекла более 7 млн зрителей. В том же году работы Дианы Арбус представляли Америку на Венецианской биеннале. Её работа Identical Twins находится на шестом месте в списке самых дорогих фотографий всех времён: в 2004 году она была продана за 478 400 долларов США.
Дочь Арбус, Доон (Дун), впоследствии стала сотрудничать с Ричардом Аведоном над их совместной книгой «ALICE IN WONDERLAND: THE FORMING OF A COMPANY, THE MAKING OF A PLAY», для которой Доон Арбус писала тексты. В общей сложности их знакомство с Аведоном вылилось в тридцать лет совместной деятельности.

## Наиболее известные работы

Фотография Identical Twins

- «Мальчик с игрушечной гранатой в Центральном парке» (Child with Toy Hand Grenade in Central Park, Нью-Йорк, 1962)

На фотографии изображён мальчик, с неуклюже свисающей с левого плеча бретелью комбинезона. Он прижимает свои руки к туловищу, в его правой ладони — игрушечная граната, левая ладонь сжата в форме крюка, на лице — гримаса. Чтобы сделать эту фотографию Арбус попросила мальчика остановиться, а сама ходила с фотоаппаратом вокруг него, пытаясь найти правильный угол. Мальчику надоело ждать и он сказал: «Снимайте же наконец!».
- «Близнецы» (Identical Twins, 1967)

Две сестры-близняшки, одетые в вельветовые платья, стоят рядом друг с другом. Одна из них улыбается, а другая — слегка нахмурена. Считается, что эта фотография Арбус была использована Стенли Кубриком в его фильме «Сияние». Кадр Кубрика воспроизводит сходный сюжет и композицию: близнецы, позирующие перед камерой.
- «Еврей-великан со своими родителями дома в Бронксе, Нью-Йорк» (1970) (англ. Jewish Giant at Home with His Parents in The Bronx, NY)

Эдди Кармел, известный в США как Jewish Giant стоит в квартире с отцом и матерью — они намного ниже его ростом. Фотографию можно интерпретировать различными способами. Непропорциональное тело выглядит как противоречие по отношению к счастливой домашней жизни. Торжественность родителей и сгорбленная фигура великана демонстрируют непреодолимую пропасть в отношениях между ними. Также можно отметить удивление миссис Кармел при взгляде на своего сына: как будто она видит его впервые в жизни.

## «Мех»
В 2006 году вышел художественно-биографический фильм о Диане Арбус «Мех» с участием Николь Кидман и Роберта Дауни-мл. Картина с бюджетом 12 млн долларов выпущена в ограниченный прокат в США 10 ноября 2006 года. В российских кинотеатрах фильм так и не появился, вышел сразу же на DVD.